# Micropitting
Micropitting (z ang. mikro wżery) to zmęczeniowe uszkodzenie powierzchni materiału powszechnie obserwowanego w łożyskach tocznych i przekładniach zębatych. Zmęczenie to, zwane także w literaturze anglojęzycznej jako surface distress,  jest inicjowane powierzchniowo na poziomie chropowatości. Termin micropitting został początkowo wprowadzony przez przemysł przekładniowy do opisania drobnych odprysków i pęknięć na powierzchni, które czasami pojawiają się na powierzchni styków toczno-ślizgowych. 

## Powody powstawania
Prace prowadzone nad teorią micropittingu wskazują, że istnieją trzy parametry mające istotny wpływ na rozwój tych wżerów. Należą do nich powierzchnia styku bieżni z elementem tocznym, odległość chropowatości i parametr Stribecka k, który jest stosunkiem grubości filmu smarnego do złożonej chropowatości powierzchni. Wżery ulegają zmniejszeniu, gdy chropowatości są odkształcane elastycznie podczas pracy łożyska.

## Konsekwencje
Chociaż micropittingu nie można uważać za główny powód uszkodzenia elementu (np. łożyska tocznego), to może on generować zarówno zużycie, jak i zanieczyszczenia. To z kolei zmieni z czasem makro-profil i może prowadzić do spallingu. ISO 15243 odnosi się do tego rodzaju uszkodzenia lub awarii jako zniszczenia powierzchni lub zmęczenia na niej zainicjowanego, które pogarsza chropowatość powierzchni styku tocznego w warunkach ograniczonego smarowania i pewnego procentu ruchu ślizgowego powodującego powstawanie:  
- wypolerowanych obszarów (zeszklone; szare plamy),
- chropowate mikropęknięcia,
- microspalling.

## Zapobieganie
Ryzyko micropittingu można zmniejszyć kilkoma sposobami. Można to uzyskać na przykład poprzez: 
- obniżenie tarcia powierzchniowego,
- redystrybucję naprężeń przypowierzchniowych w korzystny sposób,
- zmniejszenie ciśnień przy smarowaniu mieszanym lub
- optymalizację procesu docierania.

Jednym ze sposobów realizacji tego scenariusza jest zastosowanie powłok ochronnych, takich jak black oxide. Jednak pomimo wielu prac teoretycznych i eksperymentalnych dotyczących micropittingu opisujących to ogólnie (patrz np. w), wpływ powłok na micropitting nie został jeszcze dostatecznie zbadany. 